# River Ayr
River Ayr är en flod i Storbritannien. Den ligger i riksdelen Skottland, i den centrala delen av landet, 500 km nordväst om huvudstaden London.